# 歴代NWA世界ジュニアヘビー級王者
歴代NWA世界ジュニアヘビー級王者（れきだいNWAせかいジュニアヘビーきゅうおうざ）は、NWAが認定するジュニアヘビー級のフラッグシップ・タイトル「NWA世界ジュニアヘビー級王座」を獲得した人物の一覧である。

## NWA時代

### 1945年 - 1979年
| 歴代   | チャンピオン               | チャンピオンシップの変更 | チャンピオンシップの変更         | 統治統計 | 統治統計 | ノート |
| 歴代   | チャンピオン               | 戴冠日付                 | 戴冠場所                         | 戴冠回数 | 戴冠日数 | ノート |
| ------ | -------------------------- | ------------------------ | -------------------------------- | -------- | -------- | --- |
| 初代   | ケン・フェネロン           | 1945年5月15日            |                                  | 1        | -        | NWAの創設者であるピンキー・ジョージから称号を授与された。 |
| 第2代  | マーシャル・エステッペ     | 1945年5月30日            | アイオワ州トロント               | 1        | 216      | |
| 第3代  | ラリー・ティルマン         | 1946年1月10日            | アイオワ州デモイン               | 1        | 69       | |
| 第4代  | ケン・フェネロン           | 1946年3月11日            | アイオワ州デモイン               | 2        | 301      | |
| 第5代  | マーシャル・エステッペ     | 1947年1月6日             | アイオワ州デモイン               | 2        | 77       | |
| 第6代  | レイ・スティール           | 1947年3月24日            | アイオワ州デモイン               | 1        | 35       | |
| 第7代  | マーシャル・エステッペ     | 1947年4月28日            | アイオワ州デモイン               | 3        | 77       | |
| 第8代  | ビリー・ゲルツ             | 1948年3月16日            | アイオワ州デモイン               | 1        | 159      | |
| 第9代  | アル・ウィリアムズ         | 1948年8月22日            | アイオワ州ウォータールー         | 1        | 14       | |
| 第10代 | ビリー・ゲルツ             | 1948年9月5日             | アイオワ州ウォータールー         | 2        | 114      | NWAがチャンピオンとしていったんリロイ・マクガークを認定するが、1949年に認定を撤回。 |
| 第11代 | リロイ・マクガーク         | 1948年12月28日           | アイオワ州デモイン               | 1        | 41       | 1939年6月19日にカリフォルニア州ハリウッドでジョン・スウェンスキーを破っている。大会中にナショナル・レスリング・アライアンスによる認定後、ビリー・ゲルツとユニファイド・ナショナル・レスリング・アソシエーションの世界ジュニアヘビー級王者を破り、獲得していた。1950年2月7日に返上となり空位。 |
| 第12代 | バーン・ガニア             | 1950年11月13日           | オクラホマ州タルサ               | 1        | 371      | 14人参加トーナメント決勝でサニー・マイヤーズを破り載冠。 |
| 第13代 | ダニー・マクシャイン       | 1951年11月19日           | テネシー州メンフィス             | 1        | 637      | 1952年5月25日にカリフォルニア州ロサンゼルスでリト・ロメロを破ってロサンゼルス版の世界タイトルを統一した。ホワイティー・ホイットラーは、1952年10月17日にオクラホマシティで反則勝ちでマクシェインを破り、タイトルを主張。レッド・ベリーも1952年11月11日にテキサス州ダラスで反則勝ちでマクシェインを破り、タイトルを主張していた。マクシャインは1952年11月14日にオクラホマシティでウィットラーを、1952年11月27日にテキサス州ガルベストンでベリーを破り、奪回している。 |
| 第14代 | バロン・ミシェル・リオーニ | 1953年8月17日            | カリフォルニア州ロサンゼルス     | 1        | 602      | |
| 第15代 | エド・フランシス           | 1955年4月11日            | オクラホマ州タルサ               | 1        | 365      | |
| 第16代 | マイク・クランシー         | 1956年4月10日            | オクラホマシティ                 | 1        | 350      | |
| 第17代 | フレッド・ブラッシー       | 1957年3月26日            | テネシー州ナッシュビル           | 1        | <1       | 物議を醸す事態のため、即王座預かり。 |
| 第18代 | マイク・クランシー         | 1957年4月9日             | テネシー州ナッシュビル           | 2        | 217      | 決定戦でフレッド・ブラッシーを破った。 |
| —      | 空位                       | 1957年11月12日           | —                                | —        | —        | テネシー州ナッシュビルでのブラッシー戦後、再度王座預かり。 |
| 第19代 | マイク・クランシー         | 1957年11月19日           | テネシー州ナッシュビル           | 3        | 101      | テネシー州ナッシュビルでの王座決定戦で11月15日、ジャッキー・ファーゴを反則で破っていた。 |
| 第20代 | アンジェロ・サボルディ     | 1958年2月28日            | オクラホマシティ                 | 1        | 97       | |
| 第21代 | ドリー・ファンク・シニア   | 1958年6月5日             | テキサス州アマリロ               | 1        | 36       | |
| 第22代 | アンジェロ・サボルディ     | 1958年7月11日            | オクラホマシティ                 | 2        | 224      | |
| 第23代 | イワン・ザ・テリブル       | 1959年2月20日            | オクラホマシティ                 | 1        | 14       | |
| 第24代 | アンジェロ・サボルディ     | 1959年3月6日             | オクラホマシティ                 | 3        | 84       | |
| 第25代 | マイク・デビアス           | 1959年5月29日            | オクラホマシティ                 | 1        | 84       | |
| 第26代 | アンジェロ・サボルディ     | 1959年8月21日            | オクラホマシティ                 | 4        | 336      | |
| 第27代 | ダニー・ホッジ             | 1960年7月22日            | オクラホマシティ                 | 1        | 1,450    | |
| 第28代 | ヒロ・マツダ               | 1964年7月11日            | フロリダ州タンパ                 | 1        | 125      | |
| 第29代 | アンジェロ・サボルディ     | 1964年11月13日           | オクラホマシティ                 | 5        | 161      | |
| 第30代 | ダニー・ホッジ             | 1965年4月23日            | オクラホマシティ                 | 2        | 214      | |
| 第31代 | ロレンツォ・パレンテ       | 1965年11月23日           | アーカンソー州リトルロック       | 1        | 42       | 実際は戦後、王座預かり。 |
| 第32代 | ダニー・ホッジ             | 1966年1月4日             | アーカンソー州リトルロック       | 3        | 10       | |
| 第33代 | ロレンツォ・パレンテ       | 1966年1月14日            | オクラホマシティ                 | 2        | 29       | ホッジが試合中気を失い倒れ、パレンテの勝利とした。 |
| 第34代 | ジョー・マッカーシー       | 1966年2月12日            | オクラホマシティ                 | 1        | 80       | |
| 第35代 | ダニー・ホッジ             | 1966年5月3日             | アーカンソー州リトルロック       | 4        | 186      | |
| 第36代 | アサシン1号                | 1966年11月5日            | オクラホマシティ                 | 1        | 44       | |
| 第37代 | ダニー・ホッジ             | 1966年12月19日           | オクラホマ州タルサ               | 5        | 1,302    | |
| 第38代 | スプートニク・モンロー     | 1970年7月13日            | ルイジアナ州シュリーブポート     | 1        | 28       | |
| 第39代 | ダニー・ホッジ             | 1970年8月10日            | オクラホマ州タルサ               | 6        | 283      | |
| 第40代 | ロジャー・カービー         | 1971年5月20日            | ルイジアナ州ニューオーリンズ     | 1        | 113      | |
| 第41代 | ラモン・トーレス           | 1971年9月10日            | オクラホマシティ                 | 1        | 84       | |
| 第42代 | ドクター・X                | 1971年12月3日            | オクラホマシティ                 | 1        | 108      | |
| 第43代 | ダニー・ホッジ             | 1972年3月20日            | ルイジアナ州シュリーブポート     | 7        | 639      | |
| 第44代 | ケン・マンテル             | 1973年12月19日           | ミシシッピ州ジャクソン           | 1        | 272      | 1974年9月17日、アラバマ州モービルでのレスリング・プロ（レオン "ターザン" バクスター）戦でレフェリーが失神している最中の不明慮な裁定によりマンテルの勝利になるが、プロはメキシコ湾岸地区のみで王者に認定。1974年11月5日再戦で勝利して王座統一。 |
| 第45代 | ヒロ・マツダ               | 1975年6月14日            | フロリダ州セントピーターズバーグ | 2        | 262      | |
| 第46代 | ダニー・ホッジ             | 1976年3月2日             | ルイジアナ州シュリーブポート     | 8        | 13       | |
| 第47代 | パット・バレット           | 1976年9月28日            | ルイジアナ州シュリーブポート     | 1        | 65       | 1976年3月15日、ホッジが交通事故による首の負傷のため引退、返上してバレットが6人参加トーナメント決勝でネルソン・ロイヤルを破る。 |
| 第48代 | ロン・スター               | 1976年12月2日            | ルイジアナ州ニューオーリンズ     | 1        | 4        | |
| 第49代 | ネルソン・ロイヤル         | 1976年12月6日            | オクラホマ州タルサ               | 1        | 566      | |
| 第50代 | チャボ・ゲレロ・シニア     | 1978年2月24日            |                                  | 1        | 42       | |
| 第51代 | ネルソン・ロイヤル         | 1978年4月7日             |                                  | 2        | 79       | |
| 第52代 | アル・マドリル             | 1978年6月25日            | テキサス州ヒューストン           | 1        | 398      | |
| 第53代 | ネルソン・ロイヤル         | 1979年7月28日            |                                  | 3        | 134      | マドリルが病気のため自動的に王座移動。1979年12月9日、ロイヤルが撤退（引退）するため返上。 |

### 1980年 - 1985年
| 歴代   | チャンピオン           | チャンピオンシップの変更 | チャンピオンシップの変更 | 統治統計 | 統治統計 | ノート |
| 歴代   | チャンピオン           | 戴冠日付                 | 戴冠場所                 | 戴冠回数 | 戴冠日数 | ノート |
| ------ | ---------------------- | ------------------------ | ------------------------ | -------- | -------- | --- |
| 第54代 | ロン・スター           | 1980年2月11日            | オクラホマ州タルサ       | 2        | -        | トーナメント決勝でレス・ソントンに勝利。 |
| 第55代 | レス・ソントン         | 1980年3月1日             |                          | 1        | -        | 予定していた選手権が行われず不戦勝で王座移動。 |
| 第56代 | ジェリー・スタッブス   | 1981年1月26日            | アラバマ州モービル       | 1        | 5        | |
| 第57代 | レス・ソントン         | 1981年1月31日            | アラバマ州ドーサン       | 2        | 127      | |
| 第58代 | テリー・テイラー       | 1981年6月7日             | バージニア州ロアノーク   | 1        | 13       | |
| 第59代 | レス・ソントン         | 1981年6月20日            | バージニア州ロアノーク   | 3        | 88       | |
| 第60代 | ジェラルド・ブリスコ   | 1981年9月16日            | フロリダ州マイアミ       | 1        | 30       | |
| 第61代 | レス・ソントン         | 1981年10月16日           | テネシー州ノックスビル   | 4        | 22       | |
| 第62代 | ジョー・ライトフット   | 1981年11月7日            | プエルトリコ・バヤモン   | 1        | 7        | |
| 第63代 | レス・ソントン         | 1981年11月14日           | プエルトリコ・サンフアン | 5        | 192      | |
| 第64代 | タイガーマスク（初代） | 1982年5月25日            | 静岡                     | 1        | 313      | 1982年に米国の会員プロモーター達の一部は、タイガーマスクの空位を宣言しているが、新日本プロレスの情報によるとタイガーマスクは82年度NWA総会で、引き続き王者に認定されているとしている。 |
| —      | 空位                   | 1983年4月3日             | —                        | —        | —        | タイガーマスク（初代）が2日前に負傷のため王座返上。1983年4月3日、ダイナマイト・キッドと小林邦昭の間で王座決定戦が行われるが引き分け。                                                 |
| 第65代 | タイガーマスク（初代） | 1983年6月2日             |                          | 2        | 71       | 王座決定戦で小林邦昭に勝利して再載冠。 |
| 第66代 | ザ・コブラ             | 1983年11月3日            | 東京                     | 1        | 633      | 1983年8月12日タイガーマスクが引退した後、空席になるが、王座決定戦でデイビーボーイ・スミスを破った。この頃、レス・ソントンは米国のプロモーターからチャンピオンとして認定される。       |
| 第67代 | ヒロ斎藤               | 1985年7月28日            | 大阪                     | 0        | 1        | コブラからタイトルを獲得するするが、即日対戦し王座転落。 |
| 第68代 | ザ・コブラ             | 1985年7月28日            | 大阪                     | 2        | 4        | 即日奪回。1985年8月1日付けで返上。 |

### 1985年 - 1989年
| 歴代   | チャンピオン                     | チャンピオンシップの変更 | チャンピオンシップの変更         | 統治統計 | 統治統計 | ノート |
| 歴代   | チャンピオン                     | 戴冠日付                 | 戴冠場所                         | 戴冠回数 | 戴冠日数 | ノート |
| ------ | -------------------------------- | ------------------------ | -------------------------------- | -------- | -------- | --- |
| †      | レス・ソントン                   | 1983年11月14日           |                                  | 6†       |          | ジョージア・チャンピオンシップ・レスリングによる架空のトーナメントで載冠。その後ソントンはジョージア・チャンピオンシップ・レスリングを買収したWWFに参戦。1984年6月2日付けで返上。                                                                                               |
| †      | ヘクター・ゲレロ                 | 1984年7月13日            | カリフォルニア州ロサンゼルス     | 1†       | 81       | ジム・クロケット・プロモーションスによる架空のトーナメントで載冠。 |
| †      | マイク・デイビス                 | 1984年10月2日            | ニューメキシコ州アルバカーキ     | 1†       | 112      | |
| †      | デニー・ブラウン                 | 1984年11月22日           | ノースカロライナ州グリーンズボロ | 1†       | 248      | スターケードでタイトルを獲得。 |
| 第69代 | デニー・ブラウン                 | 1985年8月1日             |                                  | 1 （2）  |          | マイク・デイビスを破って、スターケード1984でタイトル挑戦権を獲得。新日本プロレスがNWAから撤退したため、全日本プロレスのプロモーターでもあるジャイアント馬場第一副会長からチャンピオンに認定された。                                                                             |
| 第70代 | ゲイリー・ロイヤル               | 1985年8月15日            |                                  | 31       | 1        | |
| 第71代 | デニー・ブラウン                 | 1985年9月15日            |                                  | 321      | 2 （3）  | |
| 第72代 | スティーブ・リーガル             | 1986年8月2日             |                                  | 30       | 1        | |
| 第73代 | デニー・ブラウン                 | 1986年9月1日             |                                  | 187      | 3 （4）  | |
| 第74代 | レザートロン（ヘクター・ゲレロ） | 1987年3月7日             | ジョージア州アトランタ           | 1 （2）  | 該当なし | 1987年10月8日にジム・クロケット・プロモーションを離脱して返上。 |
| 第75代 | ネルソン・ロイヤル               | 1987年10月16日           | サウスカロライナ州コロンビア     | 4        | 280      | 決定戦でデニー・ブラウンを破る。1988年5月に管理団体WCWを離脱し、ノックスビルのUSAレスリングで王座防衛戦を続ける。この間に全日本プロレスの世界ジュニアヘビー級王者だった渕正信が新しいチャンピオンとして認定されたが、ロイヤルは1989年まで全米各地でタイトル防衛戦を行い続けた。 |
| 第76代 | スコット・アームストロング       | 1988年7月22日            | テネシー州ノックスビル           | 1        | 1        | |
| 第77代 | ネルソン・ロイヤル               | 1988年7月23日            | ケンタッキー州ハザード           | 8        | 5        | |
| 第78代 | スコット・アームストロング       | 1988年7月30日            | テネシー州チャタヌガ             | 20       | 2        | |
| 第79代 | ネルソン・ロイヤル               | 1988年8月2日             | テネシー州ノックスビル           |          | 6        | USAチャンピオンシップ・レスリングは1988年10月に閉鎖。ロイヤルはカロライナでアトランティック・コースト・レスリングを設立し、世界チャンピオンとして君臨。 |
| 第80代 | レス・アンダーソン               | 1988年11月18日           |                                  |          | 1        | |
| 第81代 | ロック・ザ・ハンター             | 1989年6月15日            |                                  |          | 1        | |
| 第82代 | レス・アンダーソン               | 1989年12月25日           |                                  | 1        | 2        | 1989年12月26日付けで閉鎖。 |
| 第83代 | 茂木正淑                         | 1995年8月30日            | 東京                             | 1        | 338      | エル・イホ・デル・サントをトーナメント決勝で破りNWAタイトルを復活させた。このカードはもてぎのレッスル夢ファクトリーがプロモート。 |

## インディー時代
| 歴代    | チャンピオン                | 戴冠日付       | 戴冠場所                                 | 戴冠回数 | ノート |
| ------- | --------------------------- | -------------- | ---------------------------------------- | -------- | --- |
| 第87代  | ローガン・ケイン            | 1999年3月5日   | ウェストバージニア州パーカーズバーグ     |          | J-Crownが廃止され、すべてのタイトルがホームプロモーションに戻されると空位になり、4人参加トーナメント決勝でヴァイパーに勝利。 |
| 第88代  | ビンス・カプラック          | 1999年10月28日 | ペンシルバニア州ピッツバーグ             |          | ケインは対ビンス・カプラック戦に不出場で王座剥奪。ケインの代わりとしてクリス・ヒーローと決定戦を行い、ヒーローを破った。 |
| 第89代  | トニー・コジナ              | 2000年1月14日  | ペンシルベニア州ノースベルサイユ         | 1        | |
| 第90代  | ロックフォード2000          | 2000年7月22日  | カナダ、ブリティッシュコロンビア州サリー | 1        | |
| 第91代  | トニー・コジナ              | 2000年8月30日  | ペンシルベニア州ノースベルサイユ         | 2        | NWAの関係者が8月26日にロックフォードとコジナのタイトルマッチのビデオテープを調査してから認定。 |
| 第92代  | ビンス・カプラック          | 2000年10月14日 | テネシー州ナッシュビル                   | 2        | NWA52周年記念ショーでタイトルを獲得。 |
| 第93代  | ロッキー・レイノルズ        | 2001年4月7日   | ウエストバージニア州ペンズボロ           | 1        | |
| 第94代  | マイク・サンダー            | 2001年5月4日   | テキサス州ノースリッチランドヒルズ       | 1        | |
| 第95代  | レックス・ロベット          | 2001年8月21日  | フロリダ州タンパ                         | 1        | |
| 第96代  | ジェイソン・ランブル        | 2001年10月13日 | フロリダ州セントピーターズバーグ         | 1        | NWA 53周年記念ショーでの5ウェイマッチで、ラヴェット、ジミーレイブ、ブランドンK、BJターナーを破った。 |
| 第97代  | ロッキー・レイノルズ        | 2002年2月2日   | ペンシルベニア州タイタスビル             | 2        | |
| 第98代  | ジェイソン・ランブル        | 2002年2月16日  | マサチューセッツ州モールデン             | 2        | |
| 第99代  | ロッキー・レイノルズ        | 2002年4月6日   | ウェストバージニア州パーカーズバーグ     | 3        | |
| 第100代 | ジミー・レイヴ              | 2002年6月29日  | ジョージア州コーネリア                   | 1        | スリーウェイマッチでレイノルズとジェレミーロペスを破った。 |
| 第101代 | スター                      | 2002年8月10日  | テネシー州コロンビア                     | 2        | |
| 第102代 | ジミー・レイヴ              | 2002年8月17日  | テネシー州コロンビア                     | 2        | |
| 第103代 | ブラザー・ラブ              | 2003年1月18日  | ミシシッピ州グリーンビル                 | 1        | |
| 第104代 | ロッキー・レイノルズ        | 2003年6月7日   | ウェストバージニア州パーカーズバーグ     | 4        | |
| 第105代 | クリス・ドレブン            | 2003年8月2日   | ウェストバージニア州パーカーズバーグ     | 1        | |
| 第106代 | ジェレル・クラーク          | 2004年1月10日  | フロリダ州セントピーターズバーグ         | 1        | |
| 第107代 | ジェイソン・ランブル        | 2004年10月17日 | マニトバ州ウィニペグ                     | 3        | NWA 56周年記念ショーでのスリーウェイマッチでクラークとヴァンスデズモンドを破った。 |
| 第108代 | ブラック・タイガー（4代目） | 2005年8月25日  | テネシー州コロンビア                     | 1        | |
| 第109代 | タイガーマスク（4代目）     | 2006年2月19日  | 東京                                     | 1        | |
| 第110代 | マイク・クアッケンブッシュ  | 2007年5月11日  | インディアナ州ポーテージ                 | 1        | |
| 第111代 | クレイグ・クラシック        | 2010年11月6日  | フロリダ州フォートピアス                 | 1        | 2011年7月11日、NWAはNWA世界ヘビー級王者のザ・シーク（2代目）が、コロンバスでアダム・ピアースとの防衛戦をボイコットしたため、シークからNWA世界ヘビー級王座を剥奪。クラシックはNWAにシークがNWA世界ヘビー級王座を剥奪されたことに抗議するが受け入れられず、クラシックは王座を返上。 |
| 第112代 | ケビン・ダグラス            | 2011年10月7日  | ノースカロライナ州シャーロット           | 1        | 2012年10月13日、ケビン・ダグラス vs チェイス・オーウェンズの王座戦が予定されていたが試合は中止となると同時に剥奪。代わりに1DAYトーナメントが行われた。 |
| 第113代 | チェーズ・オーエンズ        | 2012年10月13日 | テネシー州キングスポート                 | 1        | |
| 第114代 | ジェイソン・キンケード      | 2013年8月10日  | テネシー州キングスポート                 | 1        | |
| 第115代 | チェーズ・オーエンズ        | 2013年10月18日 | テキサス州ヒューストン                   | 2        | |
| 第116代 | リッキー・モートン          | 2014年1月4日   | テネシー州キングスポート                 | 1        | |
| 第117代 | チェーズ・オーエンズ        | 2014年3月7日   | テネシー州チャーチヒル                   | 3        | |
| 第118代 | 獣神サンダー・ライガー      | 2014年11月8日  | 大阪                                     | 1        | |
| 第119代 | スティーブ・アンソニー      | 2015年4月13日  | ネバダ州ラスベガス                       | 1        | |
| 第120代 | タイガーマスク（4代目）     | 2015年9月23日  | 岡山                                     | 2        | |
| 第121代 | スティーブ・アンソニー      | 2016年3月19日  | 愛知                                     | 2        | |
| 第122代 | ジョン・サクソン            | 2016年7月3日   | フロリダ州ペンサコーラ                   | 1        | |
| 第123代 | アーリック・アンドリュース  | 2017年4月8日   | テネシー州ダイアーズバーグ               | 1        | |
| 第124代 | ミスターUSA                 | 2017年5月19日  | ケンタッキー州フランクリン               | 1        | |
| 第125代 | バレット・ブラウン          | 2017年8月12日  | テネシー州ダイヤースバーグ               | 1        | 2017年9月30日をもってNWAは組織変更がなされ、ブラウンは組織変更後は王者として認定されず、王座はそのまま空位となった。 |
| 第126代 | ホミサイド                  | 2020年3月20日  | テネシー州ナッシュビル                   | 1        | 2020年3月20日に王座決定トーナメントが行われ、決勝に進出した4名による4WAYマッチにて勝利したホミサイドが新王者に認定される。 |
| 第127代 | ケリー・モートン            | 2022年11月22日 | ルイジアナ州シャルメット                 | 1        | |
| 第128代 | コルビー・コレノ            | 2023年8月26日  | ミズーリ州セントルイス                   | 1        | |
| 第129代 | ジョー・アロンソ            | 2024年3月2日   | アラバマ州ドーサン                       | 1        | |
| 第130代 | アレックス・テイラー        | 2024年6月28日  | イリノイ州ハイランドパーク               | 1        | |